# ホニアラ国際空港
ホニアラ国際空港（ホニアラこくさいくうこう、英語: Honiara International Airport）、旧名ヘンダーソン国際空港（英: Henderson International Airport）、設営した日本軍による名称ルンガ飛行場、大戦中の名称ヘンダーソン飛行場（英: Henderson Field）は、ソロモン諸島ホニアラにある国際空港である。第二次世界大戦中は、本飛行基地を巡って日米両軍が熾烈なガダルカナル島の戦いを繰り広げた。

## 歴史

### 第二次世界大戦中

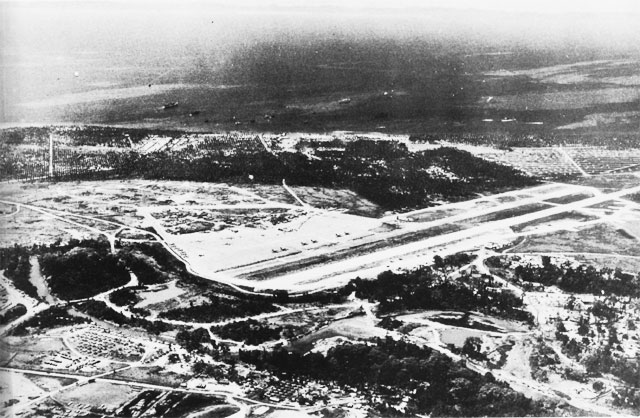
日本軍撤退後の1944年8月に撮影されたヘンダーソン飛行場。

最初にホニアラに飛行場を建設したのは日本海軍である。日本軍は1942年（昭和17年）5月3日に近隣のツラギ島に進出して水上機の基地を建設していたが、ソロモン諸島空域の制空権確保のため、6月下旬にガダルカナル島に陸上機の基地を建設することを決定した。この大本営の決定を受けて、輸送船吾妻山丸によって輸送された第11設営隊が7月6日にガダルカナル島に上陸し、その後すぐに第13設営隊もガダルカナル島に到着した。
上陸した設営隊員のうち、第11設営隊員1580名は滑走路、第13設営隊員1221名は誘導路や通信施設などの建設を担当した。設営隊はロードローラー、トラック、ミキサー車などが与えられ、作業の一部は機械化されていたが大部分は手作業で行われ、鉈や鋸などでジャングルを切り拓いた後にスコップや鶴嘴で飛行場を造成してもっこで土砂を運び、設営隊員たちは毎日朝5時から夜の10時まで作業した。
当時のガダルカナル島は、時折偵察のためにエスピリツサント島やニューカレドニア島から米軍のB-17爆撃機が飛来し、建設現場に爆弾を落として滑走路に穴を開けることもあった。設営隊員たちは休憩時間や非番の時に、近くの川やスコールで水浴、沼地でワニや山で水牛狩りなどを楽しんだ
工事は順調に進んで8月5日に滑走路の第1期工事が完了し、8月6日の夕食時は滑走路の完成と上陸1か月を記念して、1人あたり日本酒1合の配給があった。8月7日の午前4時に、米軍の第1海兵師団がガダルカナル島へ上陸を開始した。設営隊員たちは非戦闘員でわずかな武器しか支給されておらず頑強に抵抗したが、優勢な火力を持つ米軍に敵わず飛行場は米軍によって占領された。
8月12日に米軍はヘンダーソン飛行場と命名した。上陸から2か月前のミッドウェー海戦で戦死した海兵隊の航空指揮官、ロフトン・R・ヘンダーソン少佐にちなんだ命名である。建設作業は海軍第一設営大隊（シービー）により継続された。米軍の設営部隊も最初に持ち込んだのはブルドーザ1台で、日本軍が遺棄した機材を使用するなどして、専ら人力で建設作業を実施した。約2週間で1100mの滑走路1本が完成し、8月20日に護衛空母ロングアイランド (USS Long Island, AVG-1/ACV-1/CVE-1) によってF4F艦上戦闘機19機とSBD艦上爆撃機12機が輸送されて米軍の一大反攻基地となった。日本軍も飛行場奪回を目指し、陸海空いずれからも攻撃を加えた。10月に艦隊によるヘンダーソン基地艦砲射撃が実施され、多数の航空機が破壊されたが、この時アメリカ軍は2本目の予備滑走路を完成させており、日本軍はその存在に気づかなかったため飛行場の機能は維持された。日本軍は最終的に飛行場の奪回を諦め、1943年（昭和18年）2月にガダルカナル島から撤収を目的としたケ号作戦を実施して撤退した。
日本軍撤退後も米軍はヘンダーソン飛行場を使用し続けた。当時は4本程度の滑走路を使用し、ルンガ岬周辺の海岸に残っていた密林も徐々に啓開して、基地施設などを増強した。最初に建設された飛行場は爆撃機用となっていた。本飛行場東方、ナリムビュー川東岸にカーニー飛行場（Carney Field、爆撃用第2滑走路）、メチポナ川西岸にコリ飛行場（Koli Field、爆撃用第3滑走路）が建設された。大戦後半の用途はソロモン周辺の兵站路上のハブ空港的な運用で、ヘンダーソン複合飛行場施設 (Henderson Field Complex) と呼称された。
1943年6月1日時点
- 戦闘機用第2応急滑走路:5400フィート (ft)×200ft (1647メートル (m) ×61m) - ルンガ川西岸
- 爆撃用第1滑走路:4600ft×150ft (1403m×45.75m) - ルンガ川東岸
- 戦闘機用第1応急滑走路:5000ft×150ft (1525m×45.75m) - イル川西岸
- 分散飛行場:4600ft×250ft (1403m×76.25m) - テナル川東岸

1945年1月時点
- 爆撃用第1滑走路:6900ft×150ft (2104.5m×45.75m) - ルンガ川東岸
- 爆撃用第2滑走路:6000ft×150ft (1830m×45.75m) - ルンガ川東岸、第1滑走路に平行
- 戦闘機用第1滑走路:4300ft×150ft (1311.5m×76.25m) - イル川西岸、ルンガ飛行場と呼称
- 戦闘機用第3滑走路:5000ft×150ft (1525m×45.75m) - テナル川沿、緊急飛行場

### 戦後
戦後になると飛行場はヘンダーソン国際空港と命名され、2000年代にホニアラ国際空港に改名された。この間、1997年から日本が政府開発援助を約18億円投じ、観光客受け入れターミナルを北野建設が建設した。援助の評価レポートによれば本空港はソロモン諸島航空輸送及び交通機関の中心に位置付けされ、2000年に部族紛争で崩壊した同国経済の立てなおしに貢献している。日本・ソロモン友好協会は日本から本空港（本島）に向かう旅客に情報提供している。2010年現在、米軍は機材を配備していない。
2014年4月3日の豪雨で、ホニアラ一帯が冠水して滑走路上に瓦礫などが流入し、5日まで閉鎖された。

## 就航路線

### 国際線
| 航空会社                   | 目的地                                           |
| -------------------------- | ------------------------------------------------ |
| ソロモン航空               | ブリスベン、ナンディ、ポートモレスビー、シドニー |
| ニューギニア航空           | ナンディ、ポートモレスビー                       |
| フィジー・エアウェイズ     | ナンディ（ポートビラ経由）、ポートビラ           |
| ヴァージン・オーストラリア | ブリスベン                                       |

### 国内線
| 航空会社     | 目的地 |
| ------------ | --- |
| ソロモン航空 | アフタラ、アロナ、アトイフィ、アウキ、ベローナ、フェラ、ギゾ、ジャジャオ、カガウ、キラキラ、マラウ、ラマタ、セゲ、スアバナオ |

### 貨物便
| 航空会社                       | 目的地               |
| ------------------------------ | -------------------- |
| ヘビーリフト貨物航空           | ブリスベン、ケアンズ |
| パシフィックエア・エクスプレス | ブリスベン           |

### 旅客便就航都市一覧
メラネシア
- ソロモン諸島国内 : アフタラ、アロナ、アトイフィ、アウキ、ベローナ島、フェラ島、ギゾ、ジャジャオ、カガウ、キラキラ、マラウ、ラマタ島
- パプアニューギニア : ポートモレスビー
- バヌアツ : ポートビラ
- フィジー : ナンディ

オーストラリア
- オーストラリア : シドニー、ブリスベン